# Carea mesocausta
Carea mesocausta är en fjärilsart som beskrevs av George Francis Hampson 1905. Carea mesocausta ingår i släktet Carea och familjen trågspinnare. Inga underarter finns listade i Catalogue of Life.